# Pélage de Constance
Pour les articles homonymes, voir Pélage.
Pélage de Constance ou saint Pélage est un saint chrétien.
Il s'agit sans doute d'un saint des catacombes : on lui rend hommage comme martyr en Istrie depuis le Ve siècle ou le VIe siècle et depuis le IXe siècle dans le sud de l'Allemagne et le nord de la Suisse, où des églises sont placées sous son patronage.
Il est le saint patron de la ville de Constance en Allemagne.

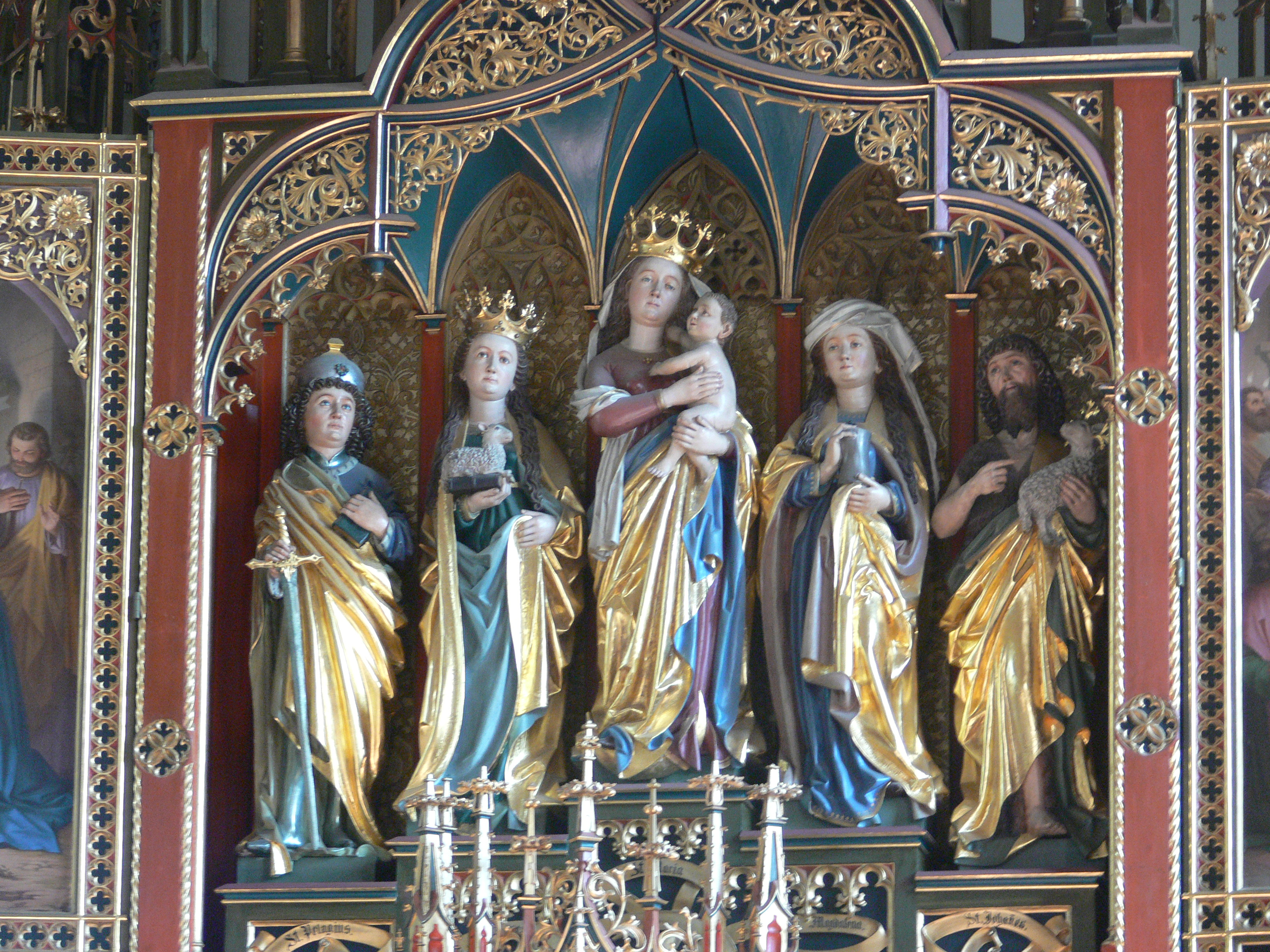
Saint Pélage à gauche, une des sculptures en bois du maître-autel (vers 1471) de l'église Sankt Pelagius à Weitnau en Bavière.